# La prima ballerina
La Prima Ballerina o L'embuscade o The Travelling Dancer (también conocido como La Danseuse en voyage) es un ballet en un acto, con coreografía de Marius Petipa, música de Cesare Pugni y libreto de Paul Taglioni. Se basó en un ballet creado por Paul Taglioni para la compañía de ballet del Her Majesty's Theatre, Londres, presentado por primera vez el 14 de junio de 1849.
Fue presentado por primera vez por el Ballet Imperial el 16 de noviembre de 1865, en el Teatro Bolshoi Kamenny, San Petersburgo, Rusia.
Una variación de este ballet, fue creada por Petipa en 1905 para la prima ballerina Olga Preobrazhénskaya; fue la última coreografía que Petipa creó (como se señala en sus Diarios).
Lev Ivanov realizó una reposición para el Ballet Imperial, con el compositor y director Riccardo Drigo editando y haciendo adiciones a la partitura original de Cesare Pugni. Presentado por primera vez el 26 de julio de 1893 para la corte imperial en el teatro de Krasnoe Selo en San Petersburgo, Rusia.

## Argumento
Alma, una famosa bailarina, y su compañera, viajan por España haciendo presentaciones. En unos de los viajes son asaltadas por bandidos, las roban pero, pero ella los desarma con su gracia y ellos le devuelven lo que se llevaron. Ellas quedan en manos de los bandidos hasta que aparece un oficial que las rescata en medio de disparos.